# Dolipolje (Zenica, BiH)
Dolipolje je bivše naseljeno mjesto u sastavu općine Zenice, Federacija Bosne i Hercegovine, BiH. Nalazi se na sjeverenoj obali rijeke Bosne, uz cestu M-17, na poluotoku što ga tvori lakat rijeke Bosne. Zapadno od Dolipolja je most preko Bosne.

## Upravna organizacija
Godine 1981. pripojeno je naselju Lašvi (Sl.list SRBiH 28/81 i 33/81)

## Stanovništvo
Prema popisu 1981. ovdje su živjeli:
- Srbi - 114
- Muslimani - 99
- Jugoslaveni - 3
- ostali i nepoznato - 1
- UKUPNO: 217